# プロミスレディスゴルフトーナメント
プロミスレディスゴルフトーナメントは、毎年6月最終週に行われていた日本女子プロゴルフ協会公認のトーナメントである。名前の通り消費者金融大手のプロミス（現・SMBCコンシューマーファイナンス）の特別協賛により2002年から開始され、兵庫県加東市にあるマダムJゴルフ倶楽部（2007年5月、ウォーターヒルズゴルフ倶楽部から名称変更）を舞台に開催されていた。2010年のLPGAカレンダーからはずされ2009年に終了。2009年実績、賞金総額8000万円、優勝賞金1440万円。

## 歴代優勝者
| 回数  | 開催年 | 優勝者       | 開催地 | 開催ゴルフ場                 |
| ----- | ------ | ------------ | ------ | ---------------------------- |
| 第1回 | 2002年 | 井上真由美   | 千葉県 | 富里ゴルフ倶楽部             |
| 第2回 | 2003年 | 李知姫       | 兵庫県 | ウォーターヒルズゴルフ倶楽部 |
| 第3回 | 2004年 | 藤井かすみ   | 兵庫県 | ウォーターヒルズゴルフ倶楽部 |
| 第4回 | 2005年 | 具倫希       | 兵庫県 | ウォーターヒルズゴルフ倶楽部 |
| 第5回 | 2006年 | 藤田幸希     | 兵庫県 | ウォーターヒルズゴルフ倶楽部 |
| 第6回 | 2007年 | 藤田幸希     | 兵庫県 | マダムJゴルフ倶楽部          |
| 第7回 | 2008年 | 有村智恵     | 兵庫県 | マダムJゴルフ倶楽部          |
| 第8回 | 2009年 | 諸見里しのぶ | 兵庫県 | マダムJゴルフ倶楽部          |

## テレビ中継
- 地上波のテレビ中継は最終日のみテレビ朝日系列（テレビ朝日をキーステーションとしている関係で、開催地・兵庫県で視聴できる朝日放送（ABC）は製作協力。また実況・解説者はテレビ朝日から登用している）で放送されていた[1]、またBSデジタル放送のBS朝日では2日目・最終日の模様を中継していた。

## 参考
- 日本女子プロゴルフ協会 プロミスレディスゴルフトーナメント